# Луї-Фердінан Селін
Луї-Фердінан Селін, Луї-Фердинанд Селін (фр. Louis-Ferdinand Céline, справжнє прізвище — Детуш, фр. Destouches, 27 травня 1894, Курбевуа — 1 липня 1961, Медон) — французький письменник, лікар. Один з найбільших новаторів літератури ХХ століття. Уславився романом «Подорож на край ночі» (1932). Підтримував  крайній антисемітизм і схвалення нацистської окупації Франції.

## Біографія

### Дитинство і юність

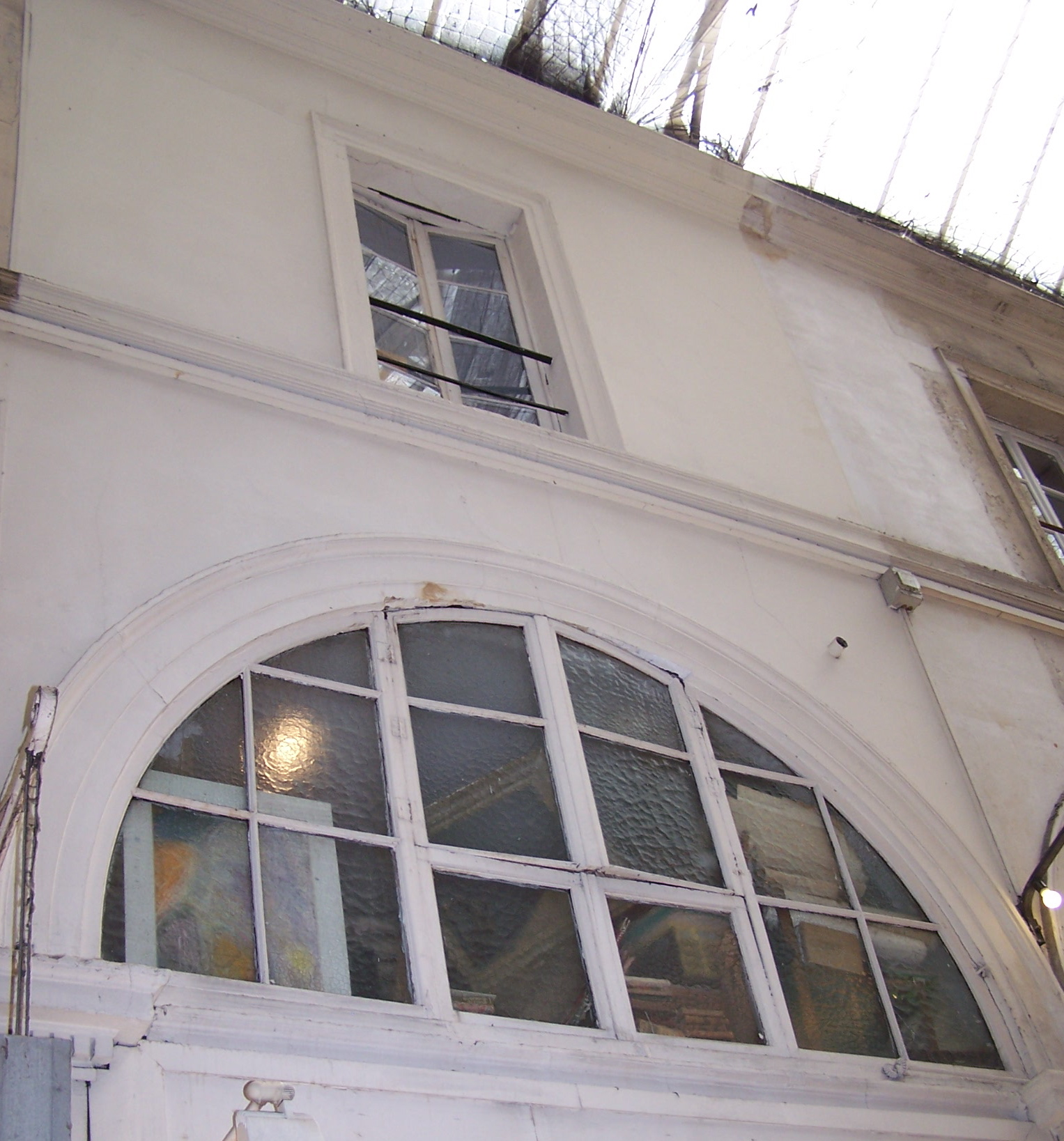
Пасаж Шуазель, 64 — в цьому домі пройшло дитинство Селіна, описане в романі «Смерть у кредит»

Луї Фердінан Детуш народився 27 травня 1894 в Курбевуа, наступного дня його охрестили у місцевій неокласичній церкві Петра і Павла. Мати Селіна мала в пасажі Шуазель невелику крамничку з мереживом, про яку не раз згадуватиме в своїх творах Селін (пор. «Смерть в кредит»), батько був бухгалтером. Селін з дитинства обожнював кораблі й море. Під час навчання в школі здійснив дві поїздки з метою вивчення мови до Англії та до Німеччини. Покинувши навчання в гімназії, тричі намагався закінчити навчання на комерсанта, але зазнав невдачі. 1912 року переїхав до свого дядька й поступив на військову службу. Служив у 12-ому полку кірасирів у Рамбує. Восени 1914 року записався добровольцем до війська і взяв участь у Першій світовій війні. В Західній Фландрії був тяжко поранений в голову й в плече. Одержав військову медаль. Військовий лікар визнав Селіна непридатним до подальшої служби внаслідок паралічу руки та психозного стану. Селін влаштувався на дрібну посаду в посольстві Франції в Лондоні, де спілкувався переважно з танцівницями.
1916 записався наглядачем плантацій в Африці.
19 вересня 1919 року Селін одружився у Ренні з дочкою директора медичного інституту Едіт Фолле, що була за фахом ілюстраторкою. Через 9 місяців народилася донька Коллет.

### Кар'єра лікаря
1918 року Селін почав студіювати медицину у місті Ренн. За рік він одержав диплом бакалавра. Оскільки через поранення він не міг стати хірургом, Селін вирішив спеціалізуватися на епідеміології. 1924 року Селін захистив докторську дисертацію про Ігнаца Земмельвайса, яка сьогодні сприймається скоріше як роман, ніж наукова робота. Проте Селін зумів захистити цю дисертацію й став практикуючим лікарем. 1936 року його дисертація з невеликими змінами була опублікована як літературний твір.
Він покинув доньку й дружину заради роботи на посаді секретаря Інституту гігієни й епідеміології. Згодом він працював у Комісії з гігієни при Лізі Націй; оселився у Женеві. 1926 року його дружина подала на розлучення. 1926 року Селін відвідав США, де займався питаннями гігієни в Детройті (заводи Форда). Згодом Селін їздив у відрядження до Африки, в Канаду й на Кубу. Останнє відрядження Селіна відбулося навесні 1936 року, він відвідав Німеччину (Рейнська область), де мав проаналізувати вплив масового безробіття на стан здоров'я.
Його завдання полягало в написанні експертизи про епідеміологічні ризики в різних країнах.
1928 року Селін став завідувачем відділу інфекційних хвороб державної клініки в Кліші. 1936 року Селін залишив службу й до смерті працював практикуючим лікарем. Медицина була його захопленням, покликанням. А за покликання грошей не беруть. Саме через брак коштів Селін почав писати, про що відверто говорить у всіх інтерв'ю. Селін був лікарем бідних і за свої медичні консультації та допомогу майже ніколи не брав грошей, адже його пацієнтами були робітники, пенсіонери, безробітні та звичайні злидарі. А ще тварини. Його будинок у Медоні з часом перетворився на притулок для хворих, поранених та покинутих тварин. Останній роман Селіна «Рігодон» присвячений саме тваринам. На думку Селіна, лише тварини залишаються вірними до кінця і ніколи не зраджують.

### Літературна кар'єра

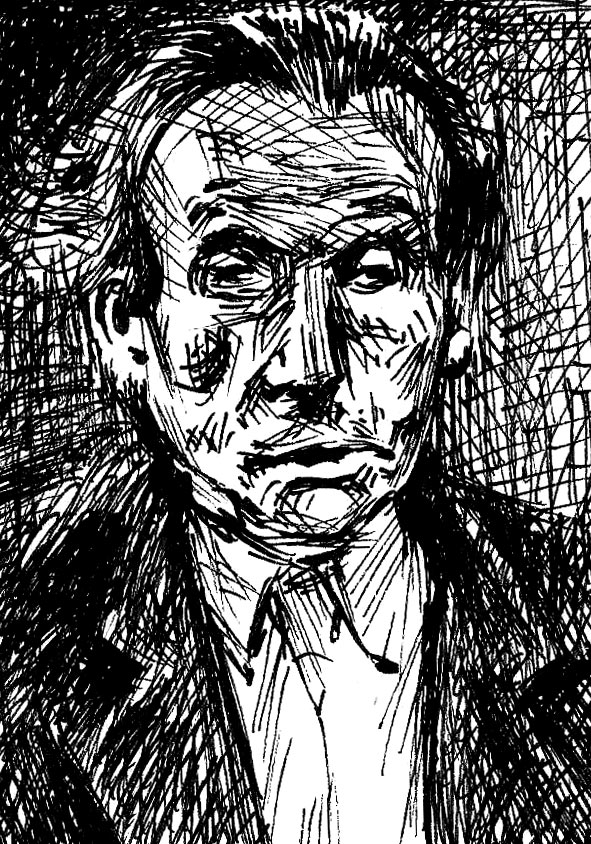
Портрет Селіна

Селін почав писати ще під час Першої світової війни, спочатку це були лише щоденникові записи й вірші. У двадцятип'ятирічному віці робив спроби писати балетні лібретто. 1928 року написав п'єсу «Церква», яка залишалася ненадрукованою до 1933 року. Тема п'єси — цинічна критика колоніалізму та «балачок про права людини» (Селін).
З 1928 до 1932 року Селін працював над романом «Подорож на край ночі». Опублікований з допомогою Леона Доде у видавництві Робера Деноеля, роман одразу зробив Селіна знаменитим письменником. Роман «Подорож на край ночі» поривав з академічною традицією французького письменства: лірична риторика відчаю поєднувалася тут з надто реалістичними картинами військових злигоднів та сексуальним цинізмом. Реакція читачів була неоднозначною, Селінові навіть довелося на певний час демонтувати власну поштову скриньку аби змусити поштарів просто викидати його кореспонденцію, що складалася з розлючених або захоплених читацьких відгуків. Роман був відзначений премією Ренодо, але не Гонкурівською премією, що сприкрило Селіна на все життя.
1936 року «Подорож на край ночі» була перекладена російською Луї Арагоном та Ельзою Тріоле. Того ж таки року з'явився другий роман Селіна — «Смерть у кредит». Роман був зустрінутий значно прохолодніше, тож Селін вирішив взятися, за його власним висловом, за політику й спершу вирішив відвідати СРСР. У Радянському Союзі Селін перебував два місяці, але був надзвичайно розчарований як прийомом, так і тамтешнім життям. Свою критику СРСР він виклав у памфлеті «Mea Culpa» (Моя провина, укр. переклад 1990), що вийшов друком 1936 року. Памфлет нищівно викриває радянську систему й комунізм загалом, водночас у цьому тексті Селін вперше формулює свої антисемітські погляди.
1937 року Селін публікує новий памфлет «Дрібниці для різанини» (фр. Bagatelles pour un massacre), присвячений виключно гнівному викриттю «світової єврейської змови». Андре Жід назвав його у зв'язку з цими публікаціями політичним сюрреалістом. На критику Селін реагував з ще більшою злістю. Так, у памфлеті «Школа трупів» (1938) він намагається переступити всі можливі межі доброго смаку, політичної культури й елементарної людяності.

### В окупованій Франції
У 1937 році виходить памфлет «Дрібниці для різанини», де ненависть до євреїв стає у Селіна ледь не нав'язливою ідеєю. Він, зокрема, твердить: «Краще бути розстріляним німцем, ніж одуреним євреєм». У 1937 році Селін відкрито заявив про свої симпатії до Адольфа Гітлера.
1941 року з'явився текст Селіна «Встрягли в халепу» (фр. Les Beaux Draps), у якому Селін закликав французів до колаборації з Гітлером проти більшовизму з метою реформувати Францію за принципами вигаданого самим Селіном «суперкомунізму». Незважаючи на цілковиту політичну безвідповідальність, текст Селіна не позбавлений несподіваних іронічних і сатиричних пасажів.
Згодом замість відкритої антисемітської пропаганди Селін шукав контакту з представниками німецької окупаційної влади. Він спілкувався зокрема з послом Німеччини в Парижі Отто Абетцом, а також з Гансом Кароссою, Ернстом Юнгером та Карлом Гайнріхом Ваггелем. Ернст Юнгер писав у своєму щоденнику та листах, що Селін в розмовах сам на сам закликав його до нищення євреїв, «аби жодного не лишилося». 
Після публікації 4 000 листів Селіна в 2009 році стало очевидно, що антисемітські погляди Селіна були більш закоріненими, ніж то вважалося раніше.
У січні 1944 року Селін одержав поштою бандероль з мініатюрною труною й невдовзі лише дивом пережив замах Руху Опору. Після цього Селін виїхав до Данії, та через три місяці повернувся. Після початку Нормандської операції — висадки союзників на французькому узбережжі Ла-Маншу Селін з дружиною 17 сервня 1944 року покидають Париж і вирушають спершу до Баден-Бадена, а потім у Зігмарінген, куди також виїхав весь уряд з Віші. Події і враження з перебування в Зігмарінгена Селін відобразив у романі «Із замку в замок», опублікованому в 1957 році.

### У Німеччині 1944—1945
Наприкінці 1944 року Селін вирішив тікати до Бранденбурга, аби там інкогніто перебути до кінця війни. Всі обставини цього періоду життя сьогодні важко реконструювати. У своїх повоєнних романах Селін зобразив ці події як суцільну гротескну клоунаду (роман «Північ»), тоді як останні дослідження доводять, що лікар Детуш робив спроби видати себе за «балтійського німця» й поступити як лікар на службу до Вермахту, аби таким чином одержати нові документи. Селін намагався пристати до конвоїв Червоного хреста й виїхати до Швеції, але зазнав невдачі.

### Післявоєнний час

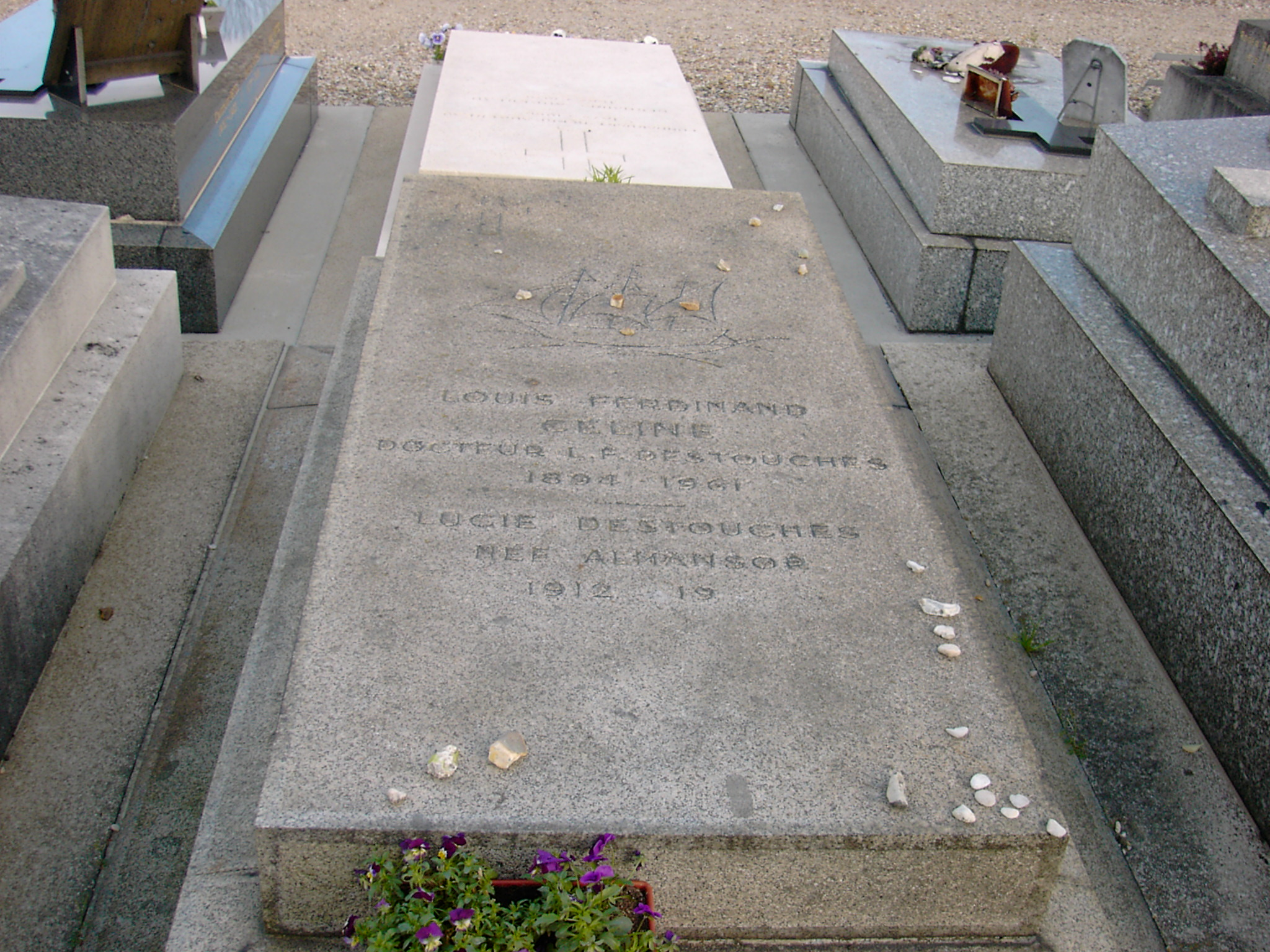
Могила Селіна в Медоні

У березні 1945 року Селін вирушає до Данії, де був інтернований. У зв'язку з запитом Франції про екстрадицію за звинуваченням у злочинах проти людяності та в пособництві у вбивстві в грудні 1945 року Селіна ув'язнено. З середини 1947 року Селін жив на фермі неподалік від данського міста Корсер з підпискою про невиїзд. 1949 року підписку було скасовано. У Франції в лютому 1950 року Селін був заочно засуджений до одного року ув'язнення, конфіскації половини майна й позбавлення громадянських прав за статтею "завдання шкоди національній обороні", а не "підсобництво ворогу" чи "зрада". У квітні 1950 року адвокат Селіна домігся амністії, оформивши документи на справжнє прізвище Селіна — Детуш. Влітку1951  року Селін з дружиною повертаються до Франції й зупиняються спершу в Ніцці, врешті оселяються в паризькому передмісті Медон. Поступово Селін став повертатися до літературного життя. На нього знову почали звертати увагу критики й журналісти. Селін дав кілька інтерв'ю. Видавництво Ґаллімар опублікувало його романи «Феєрія для іншого разу» та «Норманс», а також скандальний роман-бесіду «Інтерв'ю з професором Y» (1954) і романну трилогію про кінець війни, остання частина якої («Ригодон») з'явилася посмертно. Селін помер у день, коли завершив рукопис своєї трилогії.
Похований на схилах Медону, на кладовищі біля мерії.

### Селін і жінки
Селін був двічі одружений. Спершу з Едіт Фоллет (1919—1926), й з 1940 — з Люсетт Альмазор, танцівницею з «Опера комік». У 30-х роках він мав тривалий зв'язок з американською танцівницею Елізабет Крег, яка супроводжувала Селіна в деяких його поїздках і якій присвячений роман «Подорож на край ночі». За власними зізнаннями Селіна, він був великим донжуаном, часто мав зв'яки з іншими жінками, надаючи перевагу жінкам з красивою зовнішністю й тренованим тілом, тож не дивно, що більшість його жіночих симпатій були танцівницями чи балеринами. За свідченням Елізабет Крег, Селін у часи їхнього спільного життя ледь не щоденно мав інтимні стосунки з іншими жінками.

## Стиль Селіна

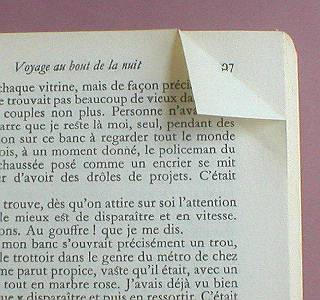
Кишенькове масове видання «Подорожі на край ночі»

Стиль Луї-Фердининда Селіна часто описують, як «революцію в літературі» Селін цілковито змінив традиційну романну оповідь, широко використовуючи можливості ритму, мелодики тексту, що він сам називав своєю «маленькою музикою»
Словник творів Селіна — близький до арго, з численними вульгаризмами, але водночас і індивідуально-авторськими неологізмами й науковими термінами; розмовний стиль перемежовується з вишуканими зворотами, архаїзмами. Завдяки такій стилістичній «аритмії» тексти Селіна поєднують в собі протилежні настрої: відчай і гумор, насильство і ніжність. Фахівці сприйняли цю стилістичну революцію як справжній бунт проти суспільства.
З роману «Смерть в кредит» (1936) стиль Селіна ще більше радикалізується: він вживає дуже багато коротких фраз, що закінчуються трикрапкою. З кожним новим твором у Селіна спостерігалося дедалі повніше накладання часу оповіді й часу письма. Таким чином романна дія ніби відбувається не в минулому, а в теперішньому, тобто тексти Селіна все більше нагадували хроніку, створюючи в читача ілюзію, що події оповіді розгортаються «наживо».
На думку багатьох дослідників французький роман після «Подорожі на край ночі» розвивався двома протилежними напрямками: напрямком Пруста (надскладний синтаксис, намагання вловити найменші деталі внутрішнього стану людини) та напрямком Селіна (надпростий синтаксис розмовної мови, намагання передати спонтанні реакції людини, її оголені емоції).

## Рецепція
Творчість Селіна мала не лише великий вплив на розвиток французького роману, але й на світову літературу загалом, зокрема Генрі Міллер, Філіп Рот, Гельмут Крауссер, Чарльз Буковскі безперечно зазнали впливу селінової стилістики. Чарльз Буковскі в оповіданні, присвяченому Селіну, назвав роман «Подорож на край ночі» найкращим романом за останні дві тисячі років.
Проте ім'я Селіна залишається контраверсійним. Так, у 2011 р. після протестів єврейських організацій міністр культури Фредерік Міттеран виключив 50-річчя від дня смерті Селіна зі списку річниць, які відзначаються на національному рівні.

## Твори
У 2021 році було віднайдено викрадені рукописи письменника, вони містять: невиданий роман «Лондон» – понад тисячу сторінок, три частини;
приблизно 600 сторінок книги «Похід на смерть», що була опублікована незакінченою;
роман «Воля короля Крогольда» та його попередник – «Легенда про короля Рене»;
юнацький роман «Гидка стара»; перша версія «Смерті в кредит», невідомі розділи з «Подорожі на край ночі», а також роман «Війна».
- Життя й доробок Філіпа Ігнаца Земмельвайса / La Vie et l'Œuvre de Philippe Ignace Semmelweis, Simon, Rennes (1924) (докторська дисертація з медицини)
- Хінін у терапії / La Quinine en Thérapeutique, Doin, Paris (1925) (медична праця)
- Церква / L'Église, Ed. Denoël & Steele, Paris (1933) (драма)
- Подорож на край ночі / Voyage au bout de la nuit (1932)
- Смерть у кредит / Mort à crédit (1936)
- Mea Culpa (1936)
- Дрібниці для погрому / Bagatelles pour un massacre (1937)
- Школа трупів / L'Ecole де cadavres (1938)
- Встрягли в халепу / Les Beaux Draps (1941)
- Банда маріонеток, або Паяци I / Guignol's band (1944)
- Похід на смерть / Casse-pipe (1949)
- Феєрія для іншого разу I / 'Féerie pour une autre fois I (1952)
- Норманс: Феєрія для іншого разу II / Normance: Féerie pour une autre fois II (1954)
- Інтерв'ю з професором Y / Entretiens avec le professeur Y (1954)
- Із замку в замок / D'un château l'autre (1957)
- Північ / Nord (1960)
- Лондонський міст: Guignol's band II / Le Pont de Londres: Guignol's band II (1964)
- Ригодон / Rigodon (1969)
- Війна / Guerre (2022)
- Лондон / Londres (préf. Régis Tettamanzi), Paris, Éditions Gallimard, (2022)
- Легенда про короля Кроґольда і його попередник Легенда про короля Рене / La Volonté du Roi Krogold suivi de La Légende du Roi René, Paris, Éditions Gallimard, (2023)

## Українські переклади
- Подорож на край ночі, прізвище перекладача не зазначено, передмова Івана Анісімова, Київ, Держілтвидав, 1935. [Архівовано 30 вересня 2018 у Wayback Machine.]
- Mea culpa, Пер. з фр. П. Таращука // «Всесвіт». — 1999. — № 7.
- Подорож на край ночі, роман, Пер. з фр. П. Таращука; Передмова Д. Наливайка. — Київ: вид. Юніверс, 2000. — 368 с.
- Подорож на край ночі: Роман, Пер. з фр. П. Таращука; Передмова Д. Наливайка. — Харків: Фоліо, 2006—367 с. («Бібліотека світової літератури»); перевидано 2024 р. — 544 с.
- Легенда про короля Кроґольда, фрагмент роману «Смерть у кредит», пер. з фр. Р. Осадчука // Кур'єр Кривбасу. № 281-282-283, Квітень — Травень — Червень, 2013
- Пасаж Березіна, фрагмент роману «Смерть у кредит», пер. з фр. Р. Осадчука // Кур'єр Кривбасу. № 284-285-286, Липень — Серпень — Вересень, 2013
- Смерть у кредит, роман. Пер. з фр. Р. Осадчука; Післямова Р. Осадчука. — Київ: Видавництво Жупанського, 2015. — 560 с. (Серія «Майстри світової прози») (перевидано 2023 року[18]).
- Феерія для іншого разу, І, ІІ, роман. Пер. з фр. Я. Коваля — Київ: Видавництво Жупанського, 2023.
- Війна, роман. Пер. з фр. П. Таращука — Харків: Фоліо, 2023[19].
- Лондон, роман. Пер. з фр. П. Таращука — Харків: Фоліо, 2025

## Вибрані цитати

### Подорож на край ночі
- Кохання — це безмежжя, дароване кожному собаці[20]. (с. 20)
- Коли потрапив у військо, застрягаєш там надовго. (с. 22)
- Усе найцікавіше відбувається, безперечно, в пітьмі: правдивої історії людства не знає ніхто. (с. 58)
- Запахи — останнє, що залишається від людей, речей і країн. (с. 142)
- Майже всі бажання голодранців караються тюрмою. (с. 156)
- Істина — це агонія, що не має кінця. Істина цього світу — смерть. Треба тільки вибирати — вмирати чи брехати. (с. 156)
- Торгівля і комерція — отой сифіліс світу, що всюди розхлюпує отруйну гниль рекламних обіцянок. (с. 158)
- Оскільки однаково треба когось любити, з дітьми ризик набагато менший, ніж з дорослими, бо принаймні можна виправдовуватися сподіванням, що вирісши, діти будуть не такі лихі, як ми. (с. 187)
- Коли помирає дорослий, завжди відчуваєш задоволення, бо, як кажуть, на одного паскуду на землі стало менше, натомість коли йдеться про дитину, такої твердої певності нема: адже діти мають майбутнє. (с. 214)
- Смерть, зрештою, трохи скидається на шлюб. (с.246)
- Коли поміркувати про те, як скажімо, формуються і виходять слова, наші фрази відразу потьмяніють на небезпечному тлі свого заслиненого декору. Механічні зусилля під час мовлення ще складніші й важчі, ніж дефекація. Віночок м'ясистої плоті — рот — конвульсивно скорочуються, свистить, дихає, бгається і пропихає найрізноманітніші липкі звуки крізь сморідний гострокіл карієсних зубів. Яка нестерпна кара! (с. 251)
- Ось вони, наші найлюбіші тортури: бути збіговиськом атомів, напханих у нашу шкуру й підперезаних пихою. (с. 252)
- Страждання — немов бридка жінка, з якою тобі судилося побратися. Може краще бодай трохи її полюбити, ніж оженитися й гризтись з нею до скону? Вбити ж її не можна. (с. 257)
- Як нема змоги часто зустрічатися, важко посваритися, а це вже неабищо. (с. 271)
- Не питайте в людини, щаслива вона чи нещасна, а тільки спитайте, чи ще спроможна спати. Якщо так, усе гаразд. Цього досить. (с. 314)
- Людина ніколи достатньо не стережеться слів, їй здається, ніби вони нічого не варті, не криють в собі жодної небезпеки; здається, ніби слова — лише легенькі подихи, тихі звуки, ні холодні, ні теплі, а коли вони потрапляють до вух, їх миттю поглинає безмірна млява сіра нудьга, що панує в мозку. Отож люди не стережуться слів, і настає лихо. (с. 355)

### Біографічні джерела
- Louis- Ferdinand Céline: Cahier Céline 7: Céline et l'actualité 1933—1961. Hrsgg. Jean-Pierre Dauphin & Pascal Fouché. Paris 1986
- Madeleine Chapsal: Französische Schriftsteller intim. Übers. Sabine Gruber. Matthes & Seitz, München 1989. Interview mit Céline: S. 205—226 (Übers. Cornelia Langendorf). ISBN 3-88221-758-8
- Elizabeth Craig: Armer Geliebter. E. Craig erzählt von Louis-Ferdinand Céline. München 1996
- Lucette Destouches, Véronique Robert: Mein Leben mit Céline. München 2003
- Ernst Jünger: Strahlungen I und II. Stuttgart 1962
- Nicholas Hewitt: The life of Céline. A critical biography. Oxford 1999
- Frank-Rutger Hausmann: Louis-Ferdinand Céline et Karl Epting. Листи й тексти, бібліографія. Ed. Le Bulletin célinien, Bruxelles 2008 ISBN 2-9600106-2-0